# Upplands runinskrifter 70
Upplands runinskrifter 70 är en försvunnen vikingatida runsten som funnits i Flysta, Spånga socken och Stockholms kommun. Stenen har eftersökts flera gånger och är troligen förkommen.

## Inskriften
Translitterering av runraden:
[× tiarfr ... ...sa + iftir × aist × sun sin + þurbirn × hiuk]
Normalisering till runsvenska:
Diarfʀ ... [þenn]sa æftiʀ Æist, sun sinn. Þorbiorn hiogg.
Översättning till nusvenska:
Djärv ... denna efter Est, sin son. Torbjörn högg.